# Simulium sangrense
Simulium sangrense är en tvåvingeart som först beskrevs av Rivosecchi 1967.  Simulium sangrense ingår i släktet Simulium och familjen knott.
Artens utbredningsområde är Italien. Inga underarter finns listade i Catalogue of Life.